# 将军第 (梅州市)
将军第，位于中国广东省梅州市丰顺县汤西镇双鹿村，为丰顺县文物保护单位，类型为古建筑，公布时间为1988年1月。
将军第的历史年代为清代。1988年1月，丰顺县人民政府认定其为丰顺县文物保护单位。